# Mihrigul Tursun

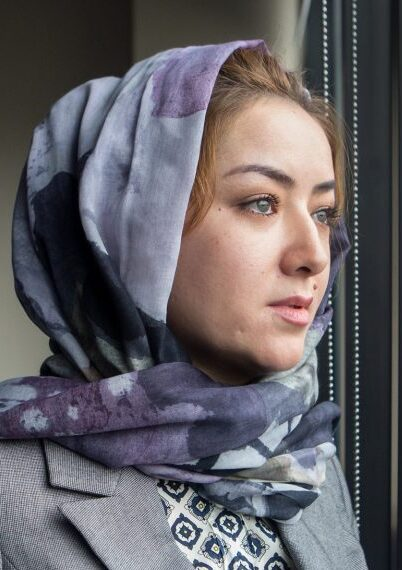
Mihrigul Tursun

Mihrigul Tursun (uigurisch مېھرىگۈل تۇرسۇن Mehrigül Tursun; geboren am 28. Dezember 1989 in Qarqan) ist eine chinesische Uigurin und war in Xinjiang  im Rahmen der Verfolgung und Umerziehung der Uiguren in China seit 2014 inhaftiert. Sie sagte über ihre Erfahrungen in chinesischer Haft vor dem Kongress der Vereinigten Staaten aus und verarbeitete sie in einem Buch.

## Leben
Mihrigul Tursun wuchs zunächst in Xinjiang auf, ab zwölf musste sie im Rahmen eines Assimilierungsprogramms Schulen in Guangzhou besuchen. Sie studierte dann an der Universität Guangzhou Wirtschaftswissenschaften. Sie arbeitete für ein Unternehmen, das Geschäfte im arabischsprachigen Raum tätigte. Dort taf sie auch ihren Ehemann. In Ägypten wurde sie Mutter der Drillinge Elina, Moez, und Mohaned. Noch bevor die Kinder ein Jahr alt waren, flog sie 2015 zurück zu ihren Eltern in Urumqi. Nach ihren Angaben wurde sie unmittelbar nach der Ankunft erstmals festgesetzt und von ihren Kindern getrennt. In dieser Zeit starb ihr Sohn Mohaned in einem Kinderkrankenhaus. Sie wurde 2017 ein zweites von insgesamt drei Malen festgesetzt und laut ihren Angaben mit Schlafentzug und Elektroschocks gefoltert. Sie berichtete, dass sie zusammen mit 40 bis 68 anderen Frauen in einer unterirdischen Zelle untergebracht worden sei. In ihrer Zeit habe sie den Tod von neun Mitgefangenen gesehen.
2018 sagte sie vor dem US-Kongress zu den Zuständen in den chinesischen Lagern in der Provinz Xinjiang aus und wurde so international bekannt.
Ihre Aussage führte dazu, dass 278 Wissenschaftler aus verschiedenen Ländern in einer gemeinsamen Erklärung Sanktionen gegen China wegen der Behandlung der Uiguren forderten.
Am 27. März 2019 traf Mihrigul Tursun den amerikanischen Außenminister Mike Pompeo, der nach dem Treffen die Uiguren-Politik Chinas verurteilte und China aufforderte festgehaltene Familienangehörige von ihr unmittelbar freizulassen.
Die staatliche Nachrichtenagentur Xinhua behauptete 2021, sie könne Tursun zahlreiche Lügen nachweisen.
Tomomi Shimizu verarbeitete ihre Geschichte in dem Manga What has happened to me, der unter anderem in das Englische, Chinesische und Uigurische übersetzt wurde.
Ihr 2022 auf Deutsch erschienenes Buch Ort ohne Wiederkehr ist ein Erfahrungsbericht von knapp 300 Seiten, in dem Tursun schildere wie sie mehrmals in sogenannten Umerziehungslagern in der chinesischen Provinz Xinjiang inhaftiert worden war. Zur Buchpremiere am 25. Januar 2022 sprach sie öffentlich ausführlich über „Ausmaß und Leid des kulturellen Genozids“.

## Veröffentlichungen
Mihrigul Tursun, Andrea C. Hoffmann: Ort ohne Wiederkehr. Wie ich als Uigurin Chinas Lager überlebte (Heyne, 2022) ISBN 978-3-453-60614-2

## Ehrungen
- 2018: Citizen Power Award[13]